# Zuzanna Kościjańska
Zuzanna Kościjańska (ur. 21 marca 1933 w Sekursku, zm. 11 grudnia 2023) – polska nauczycielka, poseł na Sejm PRL IV kadencji.

## Życiorys
Uzyskała wykształcenie wyższe, z zawodu nauczycielka. Pracowała na stanowisku kierownika Wydziału Pedagogicznego w Zarządzie Okręgu Związku Nauczycielstwa Polskiego w Szczecinie. W 1965 uzyskała mandat posła na Sejm PRL w okręgu Szczecin. W parlamencie pracowała w Komisji Oświaty i Nauki oraz w Komisji Spraw Wewnętrznych.
Została pochowana na cmentarzu centralnym w Szczecinie.